# Марти (фильм)
«Марти» (англ. Marty) — второй фильм (после «Потерянного уикэнда»), получивший главную награду Каннского кинофестиваля и премию Академии кинематографических искусств и наук «Оскар» за «Лучший фильм». Вышел на экраны в 1955 году. Его можно отнести к числу кинокартин, сделанных в жизненно достоверной стилистике на материале американской повседневности. В основе — оригинальная телевизионная драма (Род Стайгер играл главную роль) по сценарию Пэдди Чаефски, одного из лидеров направления, получившего позже название Драматургия кухонной мойки. Кроме исполнителя главной роли Эрнеста Боргнайна, премию «Оскар» получил Пэдди Чаефски за сценарий и Делберт Манн за режиссуру. Сам фильм был назван лучшим. Успешность «Марти» задала тенденцию к созданию малобюджетного, прозаичного кино.
Впоследствии фильм был включён в Национальный реестр фильмов (1994) и занял 64-е место в списке 100 самых страстных американских фильмов за 100 лет по версии AFI (2002).

## Сюжет
Марти Пилетти (Эрнест Боргнайн) работает мясником в магазине своего босса и живёт со своей матерью. Ему 34 года, плотного телосложения, очень хороший и добродушный человек, он сильно любит свою маму и заботится о ней. У него есть друзья, которые его уважают. Но у него есть один недостаток: он единственный в семье неженатый, а ведь его младшие братья давно уже переженились и завели детей. Знакомые матери ругают Марти за это.
Во время ужина мама Марти просит его сходить в танцевальный зал «Звёздная пыль», чтобы там он познакомился с какой-нибудь «цыпочкой». Но Марти отвечает, что все это бесполезно. Он рассказывает, что много раз пытался познакомиться с девушками, но его всякий раз отшивали.
Позже Марти всё-таки отправляется с другом Энджи в танцевальный зал. Здесь Марти знакомится с непопулярной и не особо привлекательной простушкой Кларой (Бетси Блэр). Этот вечер случайные знакомые проводят вместе.
После танца Марти провожает Клару домой. Марти всю дорогу рассказывает ей о своей жизни. Он признаётся, что прежде он ни с кем так не болтал. Проводив домой девушку, Марти обещает, что завтра же позвонит ей. Они прощаются, а Марти возвращается к себе домой и, как юноша, чувствует себя самым счастливым человеком.
Вечером следующего дня Марти понимает, что их с друзьями одинокая и однообразная жизнь продолжает идти на грустной ноте. Не выдержав этого, Марти говорит всем и своему другу Энджи, что все это ему надоело.
Фильм заканчивается тем, что Марти звонит Клэр.

## В ролях

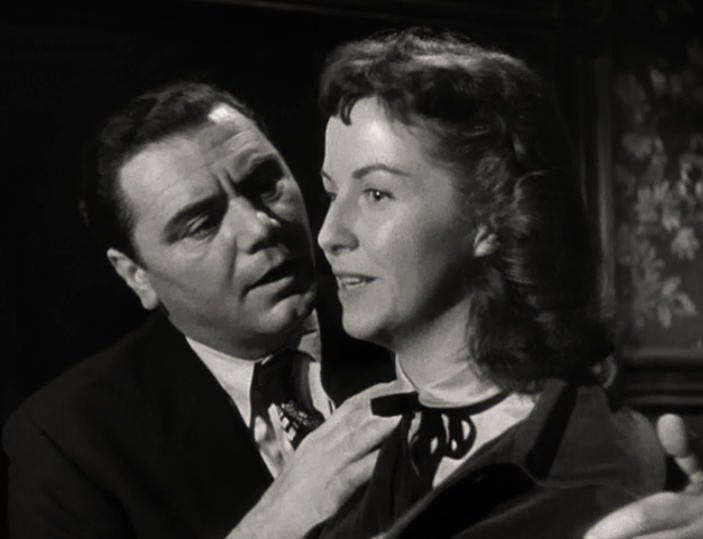
Кадр из фильма

| Актёр           | Роль           |
| --------------- | -------------- |
| Эрнест Боргнайн | Марти Пилетти  |
| Эстер Минчотти  | миссис Пилетти |
| Бетси Блэр      | Клара          |
| Аугуста Чиолли  | тётя Катарина  |
| Джо Мантелл     | Энджи          |
| Карен Стил      | Вирджиния      |
| Джерри Пэрис    | Томми          |

## Награды и номинации
- 1955 — два приза Каннского кинофестиваля: «Золотая пальмовая ветвь» и приз Католической организации кино.
- 1955 — премии Национального совета кинокритиков США за лучший фильм и лучшую мужскую роль (Эрнест Боргнайн).
- 1956 — участие в конкурсной программе кинофестиваля в Карловых Варах.
- 1956 — 4 премии «Оскар»: лучший фильм (Гароль Хехт), лучший режиссёр (Делберт Манн), лучший сценарий (Пэдди Чаефски), лучший актёр (Эрнест Боргнайн). Кроме того, лента получила 4 номинации: лучший актёр второго плана (Джо Мантелл), лучшая актриса второго плана (Бетси Блэр), лучшая операторская работа в чёрно-белом фильме (Джозеф Лашелл), лучшая работа художника-постановщика и декоратора (Тед Хауорт, Уолтер Саймондс, Роберт Пристли).
- 1956 — премия «Золотой глобус» за лучшую мужскую роль — драма (Эрнест Боргнайн).
- 1956 — две премии BAFTA лучшему иностранному актёру (Эрнест Боргнайн) и лучшей иностранной актрисе (Бетси Блэр), а также номинация за лучший фильм.
- 1956 — премия «Бодиль» за лучший американский фильм (Делберт Манн).
- 1956 — премия Гильдии режиссёров США за лучшую режиссуру художественного фильма (Делберт Манн, Пол Хелмик).
- 1956 — премия Гильдии сценаристов США за лучшую американскую драму (Пэдди Чаефски).